# Rhopalomeces discolor
Rhopalomeces discolor är en skalbaggsart som beskrevs av Schmidt 1922. Rhopalomeces discolor ingår i släktet Rhopalomeces och familjen långhorningar. Inga underarter finns listade i Catalogue of Life.